# 格朗日 (瑞士)
格朗日（法語：Granges，法語發音：[ɡʁɑ̃ʒ] ⓘ）是瑞士弗里堡州的一个市镇，位於該國西部，面積4.46平方公里，海拔高度753米，截至2018年12月31日总人口为880人。

## 外部連結
- Official website （法文）